# Daniel Szelągowski
Daniel Szelągowski, né le 2 septembre 2002 à Kielce, est un footballeur polonais qui évolue au poste d'ailier au Raków Częstochowa.

## Biographie

### Carrière en club

#### Korona Kielce
Daniel Szelągowski est issu du centre de formation du Korona Kielce, club de sa ville natale où il joue depuis 2011. Il y fait ses débuts professionnels le 18 mai 2019, entrant en jeu lors d'une défaite 3-0 en Ekstraklasa à domicile contre le Górnik Zabrze,.
Bien qu'il ait marqué 3 buts en 5 matchs lors de la saison 2019-2020, Szelągowski n'a pas pu empêcher son équipe d'être reléguée en I Liga. Il est ainsi transféré au Raków Częstochowa en septembre 2020, pour rester dans la première division polonaise,,.

#### Raków Częstochowa
Szelągowski fait ses débuts pour Raków Częstochowa le 2 octobre 2020, lors d'une victoire 3-0  contre Wisła Płock, de retour donc en Ekstraklasa.
Il marque son premier but pour sa nouvelle équipe le 22 novembre 2020, remplaçant Marcin Cebula à la 83e minute d'un match nul 3-3 à l'extérieur contre le Lech Poznań, qui sont alors les vice-champions polonais en titre. Dans la construction de ce but spectaculaire Szelągowski porte le ballon depuis sa moitié de terrain, dribblant tous ses adversaires et battant le gardien pour marquer dans les toutes dernières minutes de ce match de championnat,.
Szelągowski fait partie cette saison de l'équipe qui remporte la Coupe de Pologne 2020-2021, entrant en jeu lors de la finale, où il fournit la passe décisive sur le but de la victoire de David Tijanić 4 minutes après son arrivée sur le terrain, permettant ainsi à son équipe de battre Arka Gdynia 2-1,.

### Carrière en sélection
Déjà membre de toutes les équipes de jeunes polonaises, Daniel Szelągowski fait ses débuts avec les espoirs polonais le 26 mars 2021 lors d'un match amical contre l'Arabie saoudite, où il fournis 4 passes décisives à ses coéquipiers, permettant à son équipe d'infliger un score de 7-0 aux saoudiens.

## Palmarès

### En club
| Raków Częstochowa - Coupe de Pologne - Vainqueur en 2020-21 |